# Łąki Gór i Pogórza Izerskiego
Łąki Gór i Pogórza Izerskiego este o arie protejată (sit de importanță comunitară — SCI) din Polonia întinsă pe o suprafață de 6.433,41 ha, integral pe uscat.

## Localizare
Centrul sitului Łąki Gór i Pogórza Izerskiego este situat la coordonatele 50°55′38″N 15°24′44″E / 50.9272°N 15.4122°E.

## Înființare
Situl Łąki Gór i Pogórza Izerskiego a fost declarat sit de importanță comunitară în octombrie 2009 pentru a proteja 10 specii de animale.

## Biodiversitate
Situată în ecoregiunea continentală, aria protejată conține 12 habitate naturale: Formațiuni ierboase bogate în specii de Nardus, dezvoltate pe substraturi silicioase în zone montane (și în zone submontane, în Europa continentală), Pajiști cu Molinia pe soluri calcaroase, turboase sau argilos-nămoloase (Molinion caeruleae), Liziere de ierburi înalte hidrofile de câmpie și de nivel montan până la alpin, Fânețe de joasă altitudine (Alopecurus pratensis, Sanguisorba officinalis), Fânețe montane, Mlaștini alcaline, Grohotișuri silicioase medio-europene, la altitudine înaltă, Pante stâncoase silicioase cu vegetație casmofită, Păduri de stejar și carpen Galio-Carpinetum, Păduri pe pante, grohotișuri și ravene de Tilio-Acerion, Păduri acidofile de stejar bătrân cu Quercus robur pe câmpii nisipoase, Păduri aluvionare cu Alnus glutinosa și Fraxinus excelsior (Alno-Padion, Alnion incanae, Salicion albae).
La baza desemnării sitului se află mai multe specii protejate:
- mamifere (5): liliac cârn (Barbastella barbastellus), lupul (Canis lupus), vidră de râu (Lutra lutra), râs eurasiatic (Lynx lynx), liliac comun (Myotis myotis)
- nevertebrate (5): fluturele auriu (Euphydryas aurinia), fluturele purpuriu (Lycaena dispar), Ophiogomphus cecilia, Phengaris nausithous, Phengaris teleius